# دلتون، میشیگان
دلتون (به انگلیسی: Delton) یک منطقهٔ مسکونی در ایالات متحده آمریکا است که در شهرستان بری، میشیگان واقع شده‌است. دلتون ۵٫۸ کیلومتر مربع مساحت و ۸۷۲ نفر جمعیت دارد و ۲۸۸٫۶۵ متر بالاتر از سطح دریا واقع شده‌است.